# Zbor
Zborul este procesul prin care un obiect se deplasează într-un mediu gazos, precum atmosfera, sau în afara acesteia, în spațiul cosmic, folosind drept sustentație și propulsie unul sau mai multe din procedeele următoare, suspensie fluido-dinamică, portanță, reacție sau deplasarea unei anumite mase gazoase. 

## Forțele care acționează în cazul zborului

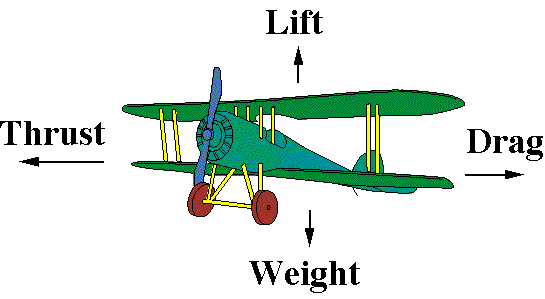
Main forces on a heavier-than-air aircraft

## Zborul animal

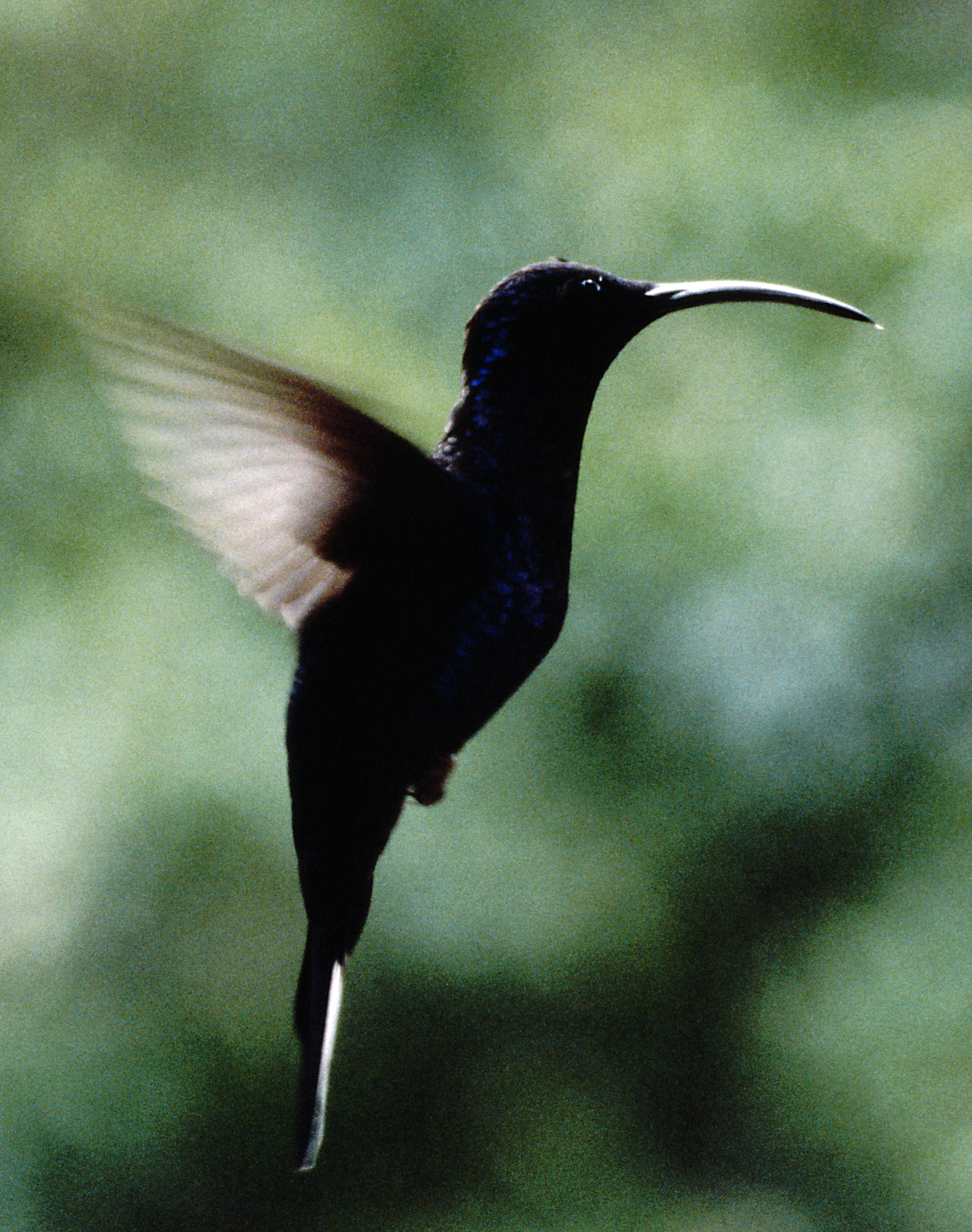
O pasăre colibri, una din cele mai bune zburătoare dintre păsări.

Zborul animal se bazează cel mai adesea pe sustentația și deplasarea în spațiu cu ajutorul unei perechi de aripi (în cazul păsărilor, liliacului, singurul mamifer zburător, sau unor specii de insecte) sau a două perechi de aripi (în cazul altui grup de insecte). 

## Zborul mecanic
Zborul mecanic poate fi de mai multe feluri. 

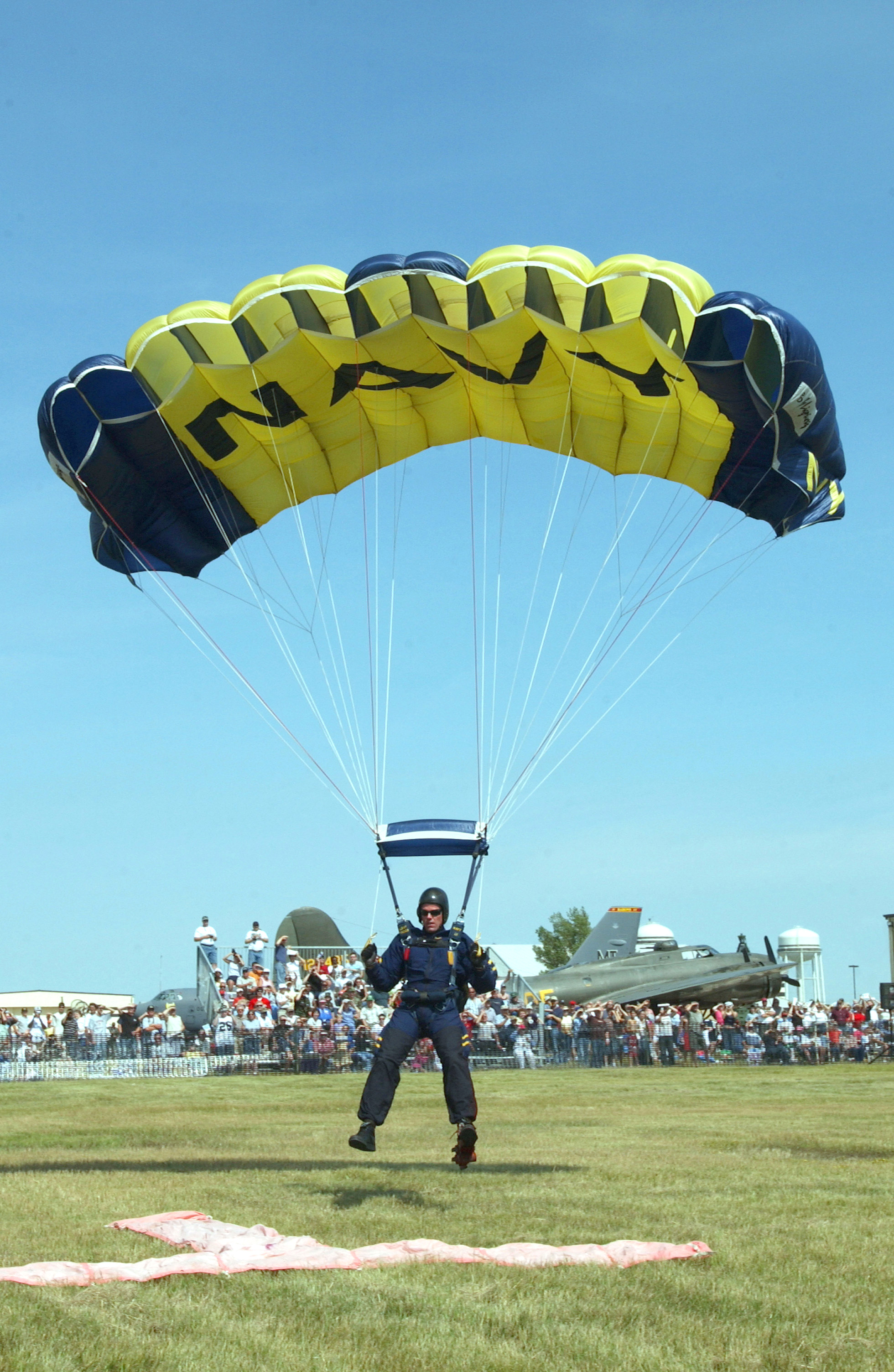
Aterizare, după un zbor descensional, cu o parașută modernă, 2004.

Zborul ascensional, sau zborul baloanelor, se bazează pe variația densității medii a unui ansamblu format din obiectul care produce ascensiunea, balonul, (care este fie umplut cu aer cald sau cu un gaz ușor, hidrogen sau heliu) și restul obiectelor necesare ascensiunii plus, eventual, călătorii. Zborul ascensional al baloanelor este realizat prin menținerea unei densități medii a ansamblului constant mai mică decât densitatea medie a aerului înconjurător. Zborul planat al planoarelor, parapantelor (paragliderelor) sau al parașutelor sunt variații ale zborului ascensional, fiind diferite cazuri aparte ale unui zbor descensional. În acest caz însă, densitatea medie a obiectelor acestei categorii este constant mai mare decât cea a aerului înconjurător, dar ele frânează căderea liberă prin diferite metode, realizând în final opusul zborului ascensional, un zbor descensional. Zborul ascensional sau descensional folosesc arareori un motor pentru propulsie, întrucât nu au nevoie de nici un tip de motor pentru sustentație. 
Zborul de sustentație este specific aeronavelor mai grele decât aerul, avioane și elicoptere, cu mijloace de propulsare la bord, motoare, indiferent de tipul motorului de propulsie, cu elice sau cu reacție. În acest caz efectul combinat al propulsării cu cel de sustentației produs de aripi, la avioane, respectiv de elicea orizontală, la helicoptere, realizează desprinderea de pământ și zborul. Motoarele folosite la propulsarea zborului de sustentație folosesc un carburant aflat la bordul aeronavei, care arde folosind drept comburant oxigenul din aer.

## Galerie

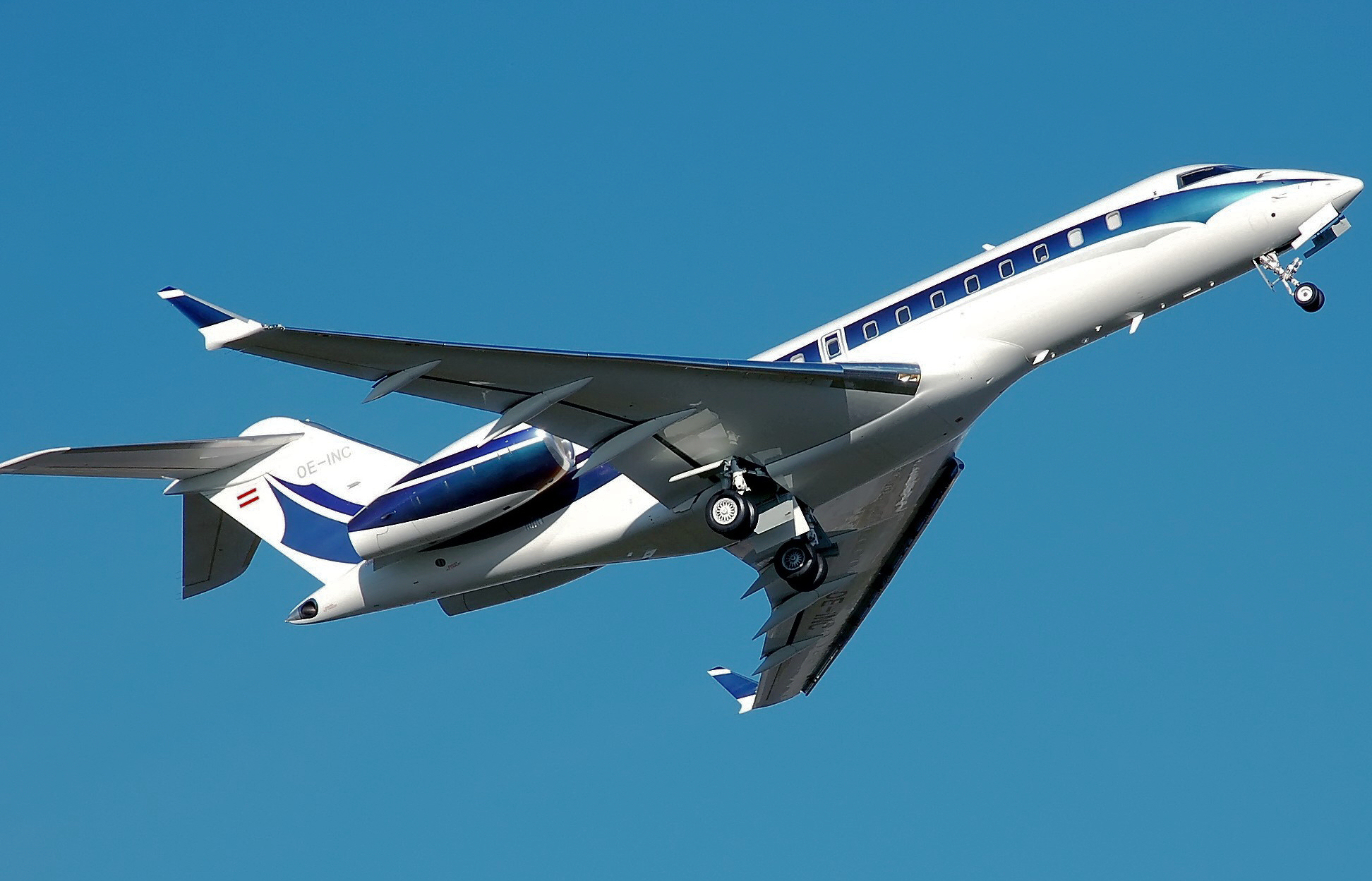
Zbor mecanic - Avion Bombardier Global 5000, un business jet
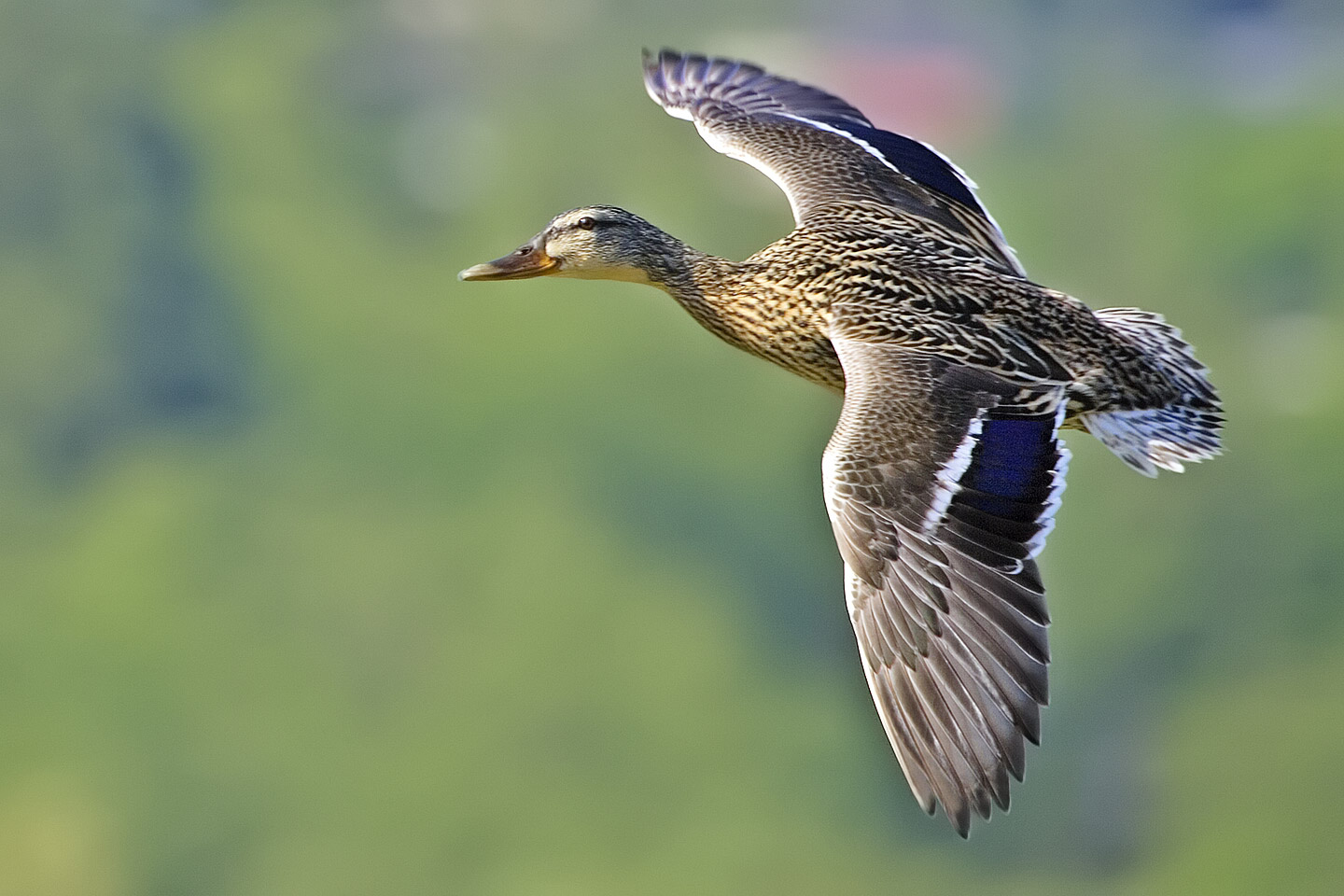
Zbor animal - Femela speciei de raţe Mallard în zbor
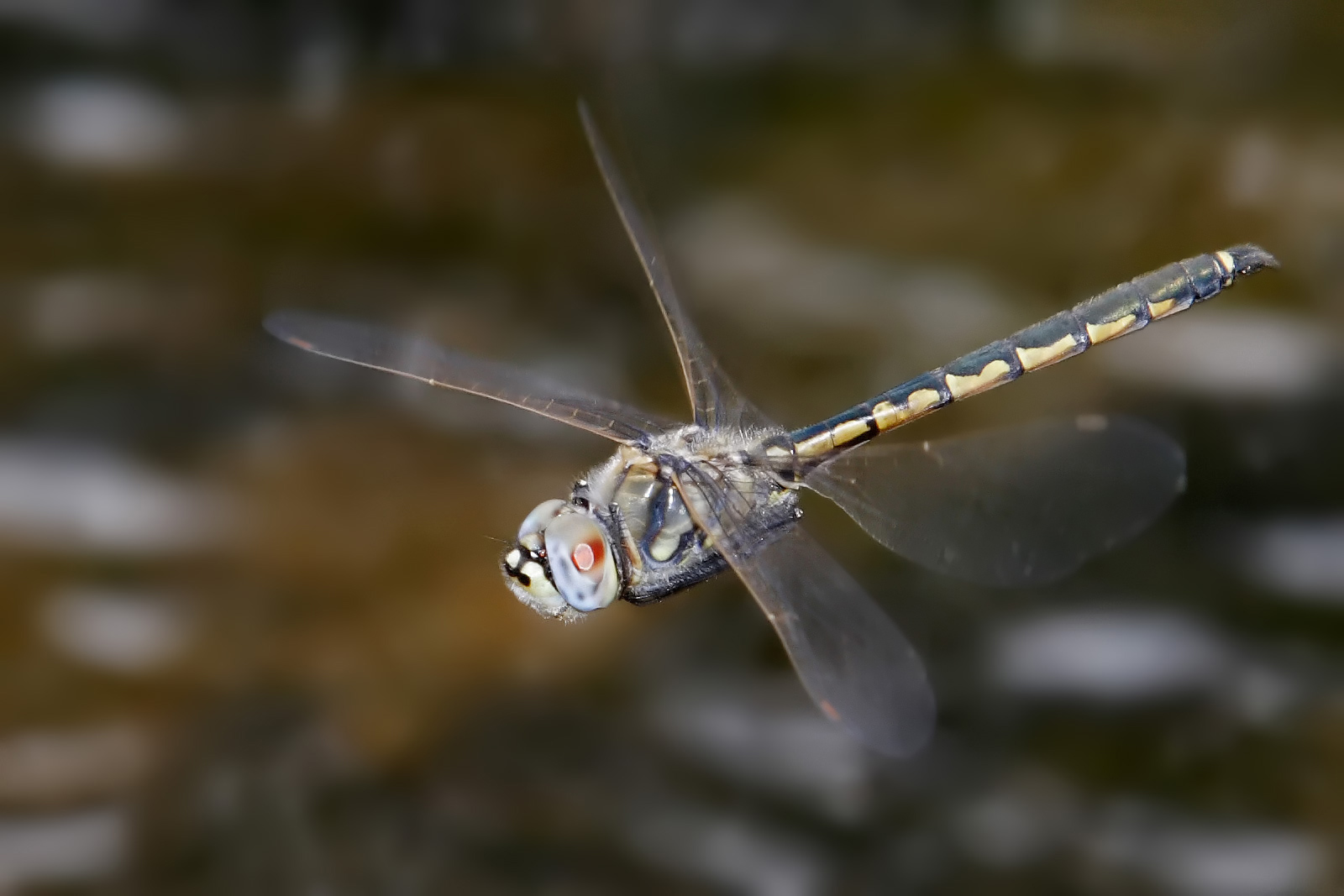
Zbor animal - Libelulă
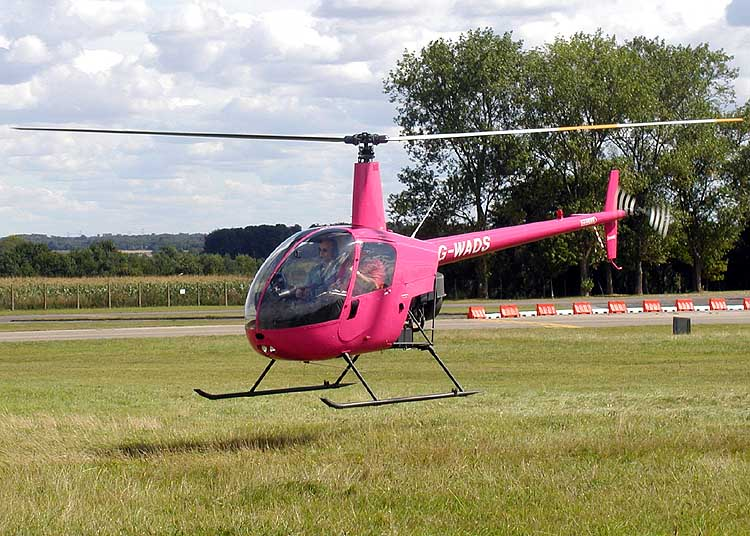
Zbor mecanic - elicopter tip Robinson R22 Beta